# КФ Вущрия
„Вущрия“ (на албански: Klubi Futbollistik Vushtrria) е косовски футболен клуб от град Вучитрън, частично призната държава Косово. Играе в Първа лига на Косово, най-силната дивизия на Косово. Най-известите играчи са играли за нациоалния тим на Албания – Арменд Далку, Янузи Ахмед и Милот Рашица.

## История
„Вучтрия“ е основана през 1922 и се явява най-стария футболен отбор в Косово. В продължение на много години до Втората световна война „Вучтрия“ е била един от най-популярните клубове в Косово в резултат на което са създадени много добри играчи от Косово. Много от тези играчи преминават в други клубове, такива като „Прищина“ и „Трепча“ заради това, че тези клубове играят в 1-ва дивизия на Югославия. „Вучтрия“ преживява най-трудния си период през 1980-те години, а също и през 1990-те заради агресията от страна на сръбските окупатори в град Вучитрън.
През 2012 година клубът е купен от местния завод за производство на галванически елементи, Llamkos GalvaSteel .

## Успехи
- Супер лига
  -  Шампион (1): 2013/14

- Купа на Косово
  - 1/2 финалист (2): 2013 – 2014, 2017 – 2018